# Chiesa di San Giacomo (Brunico)

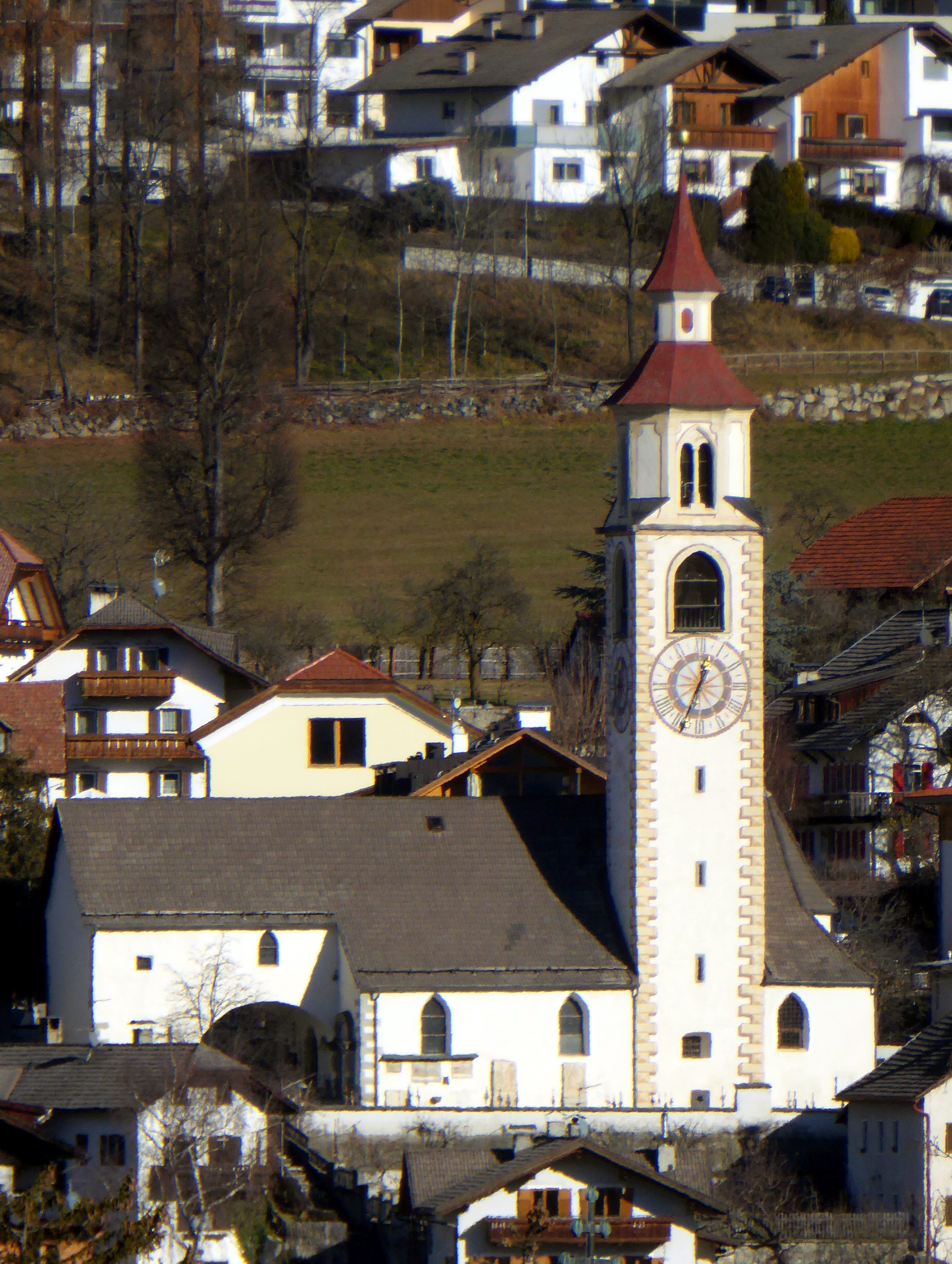
Chiesa di San Giacomo a Dietenheim/Teodone (Brunico)

La Chiesa di San Giacomo è una chiesa parrocchiale cattolica sita nella città italiana di Brunico, nella frazione di Dietenheim/Teodone. Appartiene al decanato di Brunico della diocesi di Bolzano e di Bressanone e quindi alla provincia ecclesiastica di Trento.

## Storia
La prima costruzione della chiesa risale al XII secolo, ma se ne fa menzione per la prima volta nel 1332. L'attuale edificio risale al XV secolo. La torre è stata modificata nel 1643 e assunse la forma attuale nel 1692. Dietenheim apparteneva originariamente al monastero di Sonnenburg. Nel 1786 divenne parrocchia locale e dal 1891 è parrocchia propria. Il comune di Dietenheim, un tempo indipendente, è stato incorporato a Brunico nel 1929.

## L'edificio
La chiesa ha due navate, un presbiterio poligonale nella navata centrale, una volta a stella nella navata laterale, mentre il vestibolo è dominato da una volta a crociera. Nel coro, nella parete di sinistra, è presente un affresco con la processione dei Magi, di Hans von Bruneck (datato intorno al 1420). L'affresco della navata destra ha come tema la Messa di san Gregorio, tema iconografico molto utilizzato in quell'epoca: papa Gregorio Magno assiste all'apparizione del corpo vivo di Cristo durante l'eucaristia, come risposta ad una fedele incredula riguardo la presenza reale. In primo piano a sinistra si vede la liberazione dell'imperatore Traiano dall'Inferno e Sant'Ottilia, in basso la famiglia donatrice di Hans Primus, sacrestano della Chiesa. L'affresco è di Simone da Tesido nel 1506. In primo piano, a fianco del sagrestano è raffigurato san Bartolomeo, con la tipica iconografia del coltello in mano come segno del suo martirio. La sua presenza è probabilmente di buon auspicio per i pastori, di cui il Santo è patrono (il 24 agosto in tutto l'Alto Adige si festeggia ancora la giornata di san Bartolomeo.)
La chiesa fu successivamente ridisegnata in stile barocco e decorata con affreschi a viticci sul soffitto. L'immagine dell'altare maggiore è stata realizzata da Josef Renzler nel 1828 e mostra gli apostoli Giacomo il Vecchio, Filippo e Giacomo il Giovane.
La cappella cimiteriale a due piani è collegata alla chiesa sul lato ovest tramite il piano superiore, e nel corridoio si trovano i portali di ingresso a entrambi gli edifici. Nella cappella, cui si accede attraverso due portali ad arco a sesto acuto, è degno di nota un dipinto murale raffigurante la crocifissione di Cristo del 1500 circa.
La chiesa è circondata dal cimitero locale.

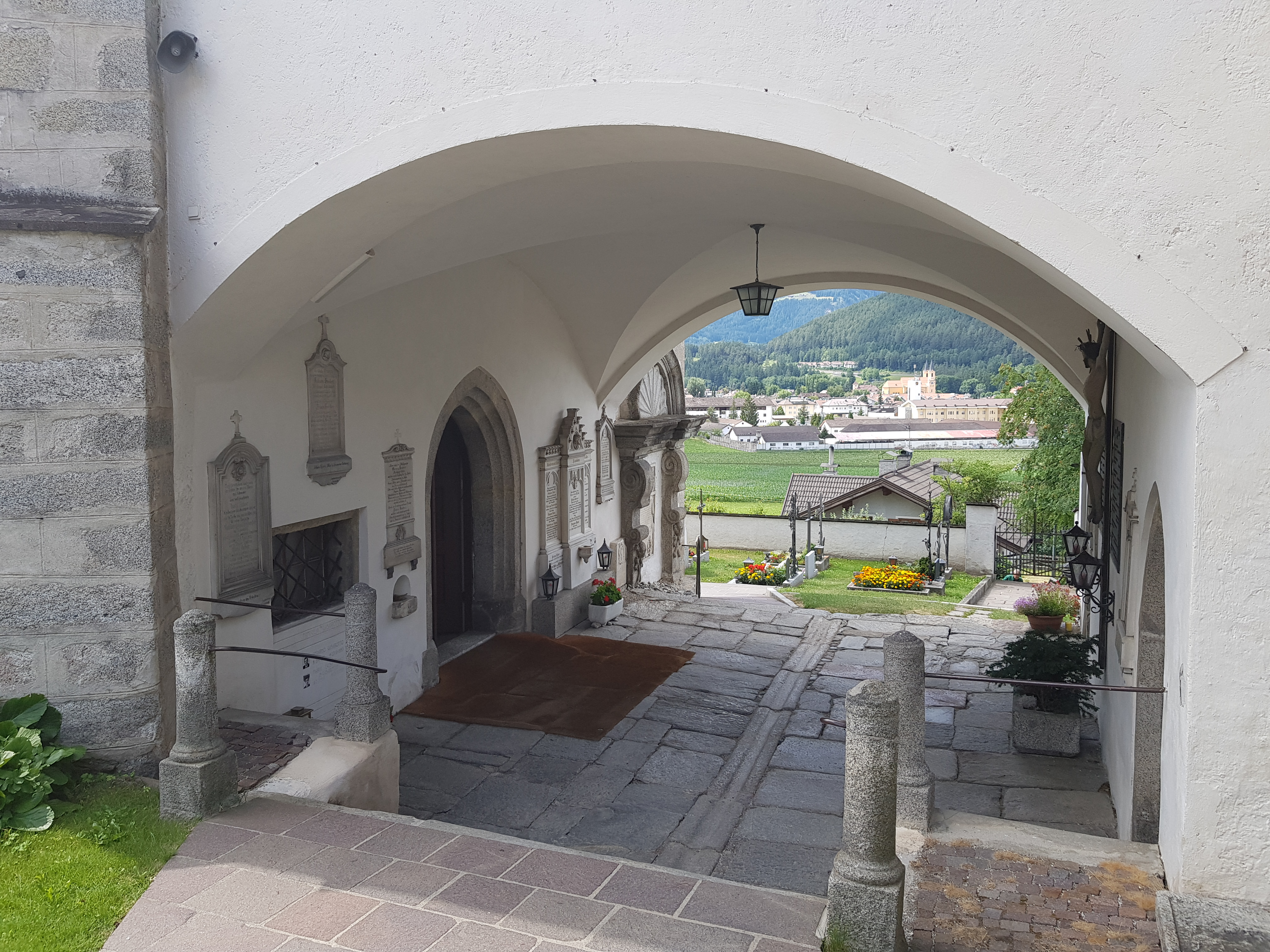
Il passaggio
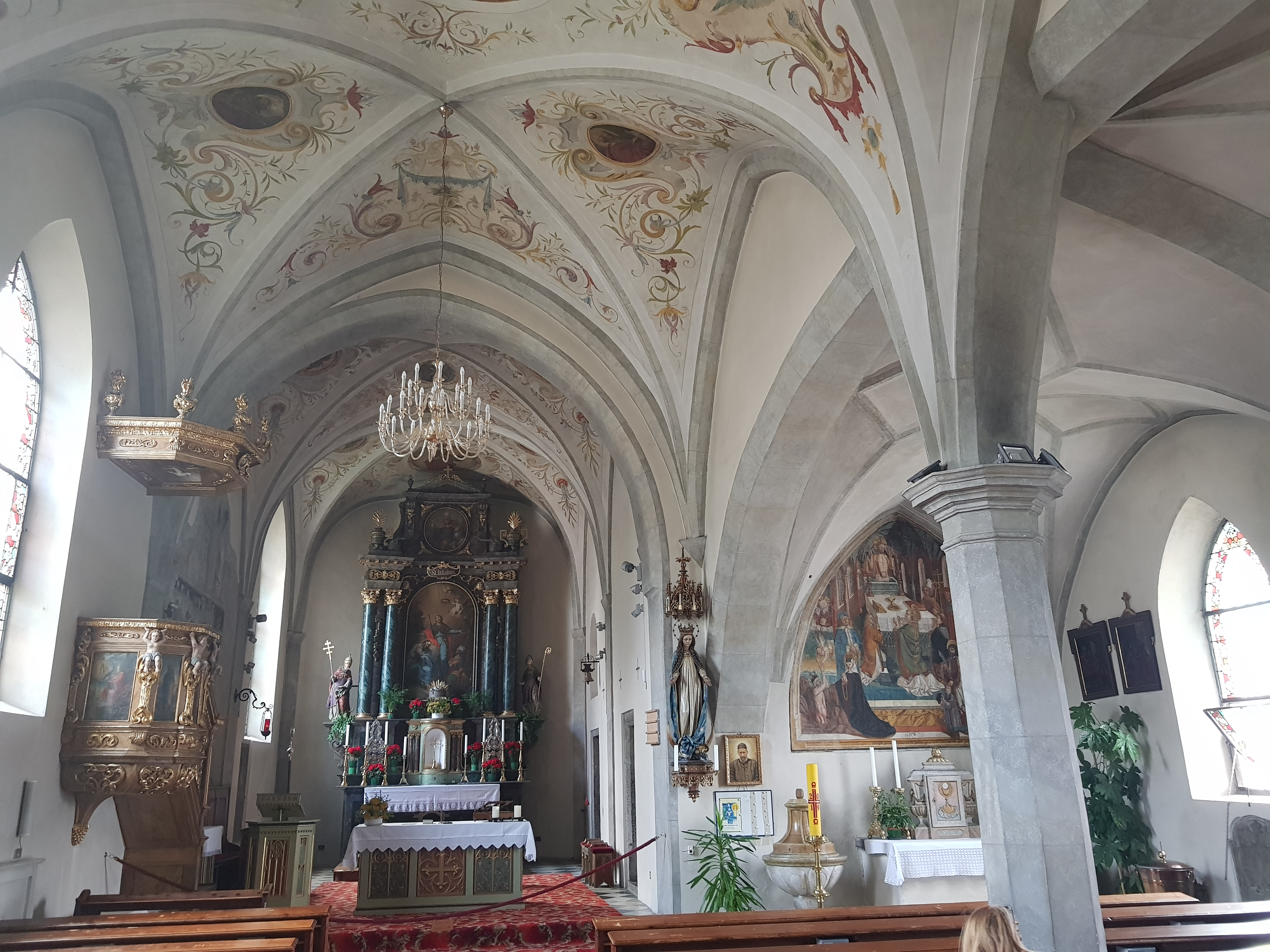
Interno
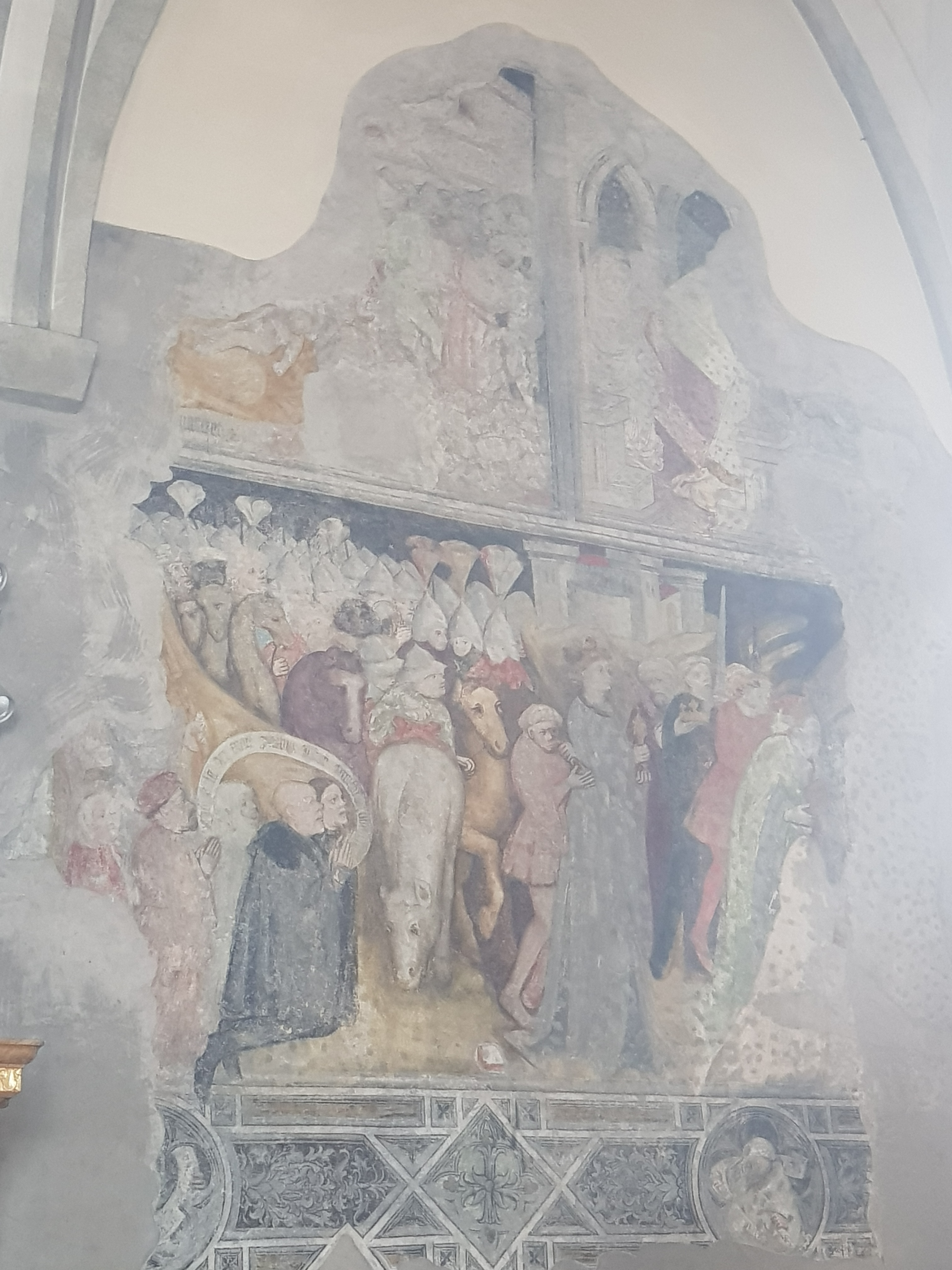
La processione dei Magi, di Hans von Brunico (1420)
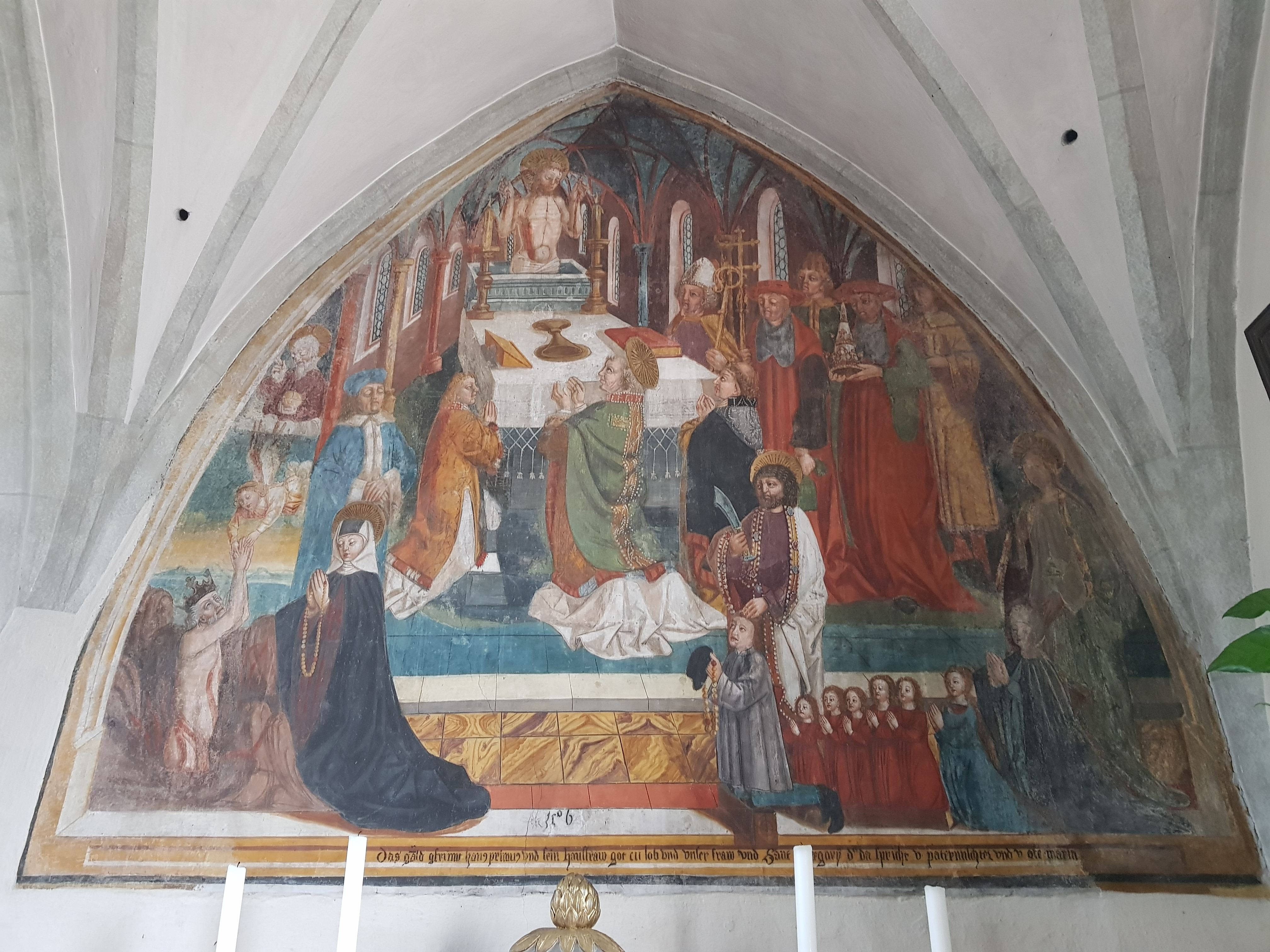
L'affresco della "Messa di Gregorio" di Simone di Tesido (1506)
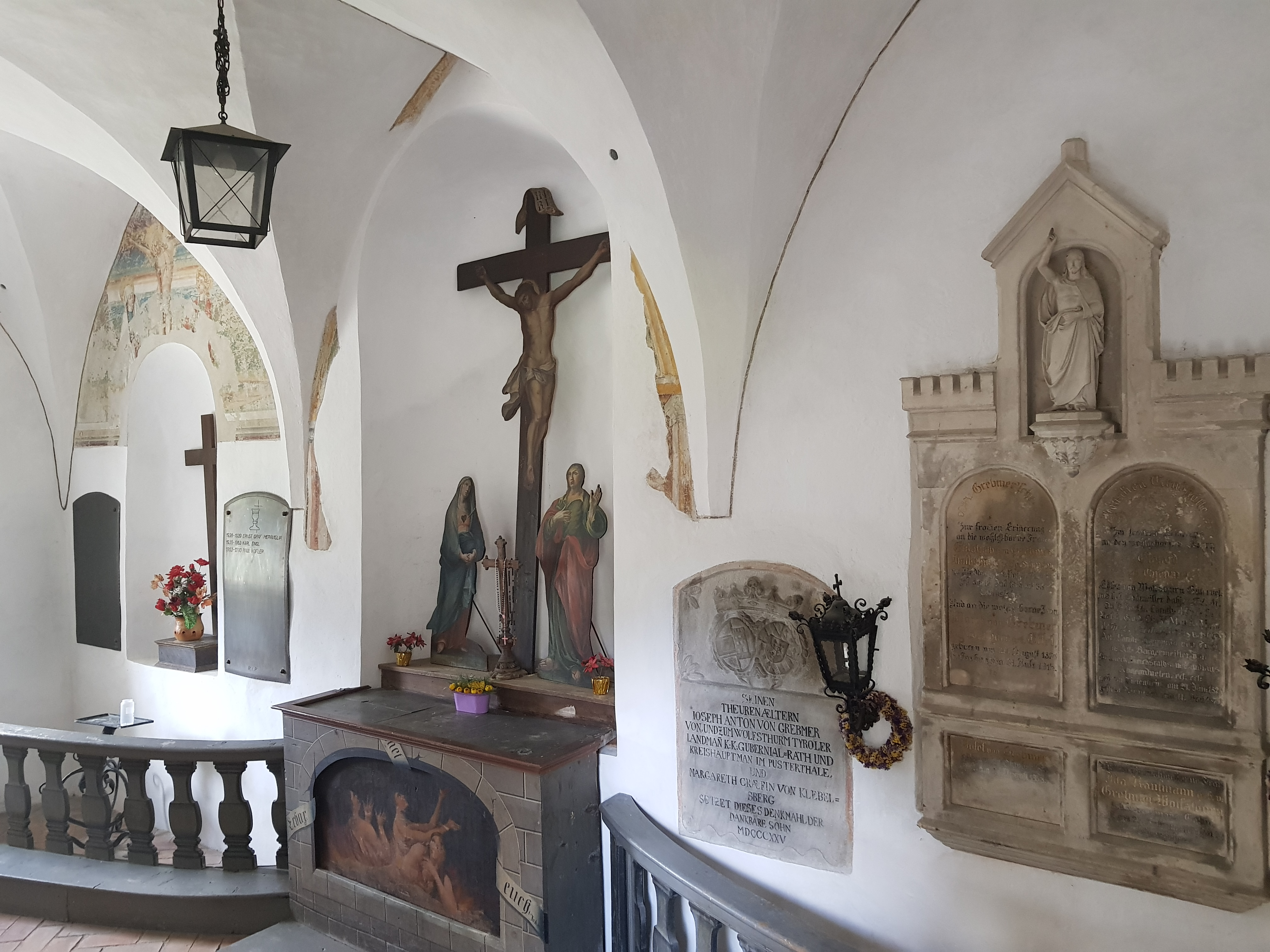
Cappella cimiteriale